# Vasile Cocoș
Vasile Cocoș (n. 21 ianuarie 1953) este un deputat român, ales în 2016.